# USS Woolsey (DD-437)
«Вулсі» (англ. USS Woolsey (DD-437) — військовий корабель, ескадрений міноносець типу «Глівз» військово-морських сил США за часів Другої світової війни.
«Вулсі» був закладений 9 жовтня 1939 року на верфі Bath Iron Works у Баті, де 14 лютого 1941 року корабель був спущений на воду. 7 травня 1941 року він увійшов до складу ВМС США. Есмінець брав активну участь у бойових діях на морі в Другій світовій війні, бився в Атлантиці та на Тихому океані, супроводжував атлантичні конвої. За проявлену мужність та стійкість у боях корабель заохочений сьома бойовими зірками.

## Історія служби
16 листопада 1942 року німецький підводний човен U-173 був потоплений глибинними бомбами американських есмінців «Вулсі», «Свонсон» та «Квік» неподалік від Касабланки.